# Письмо запорожцев турецкому султану

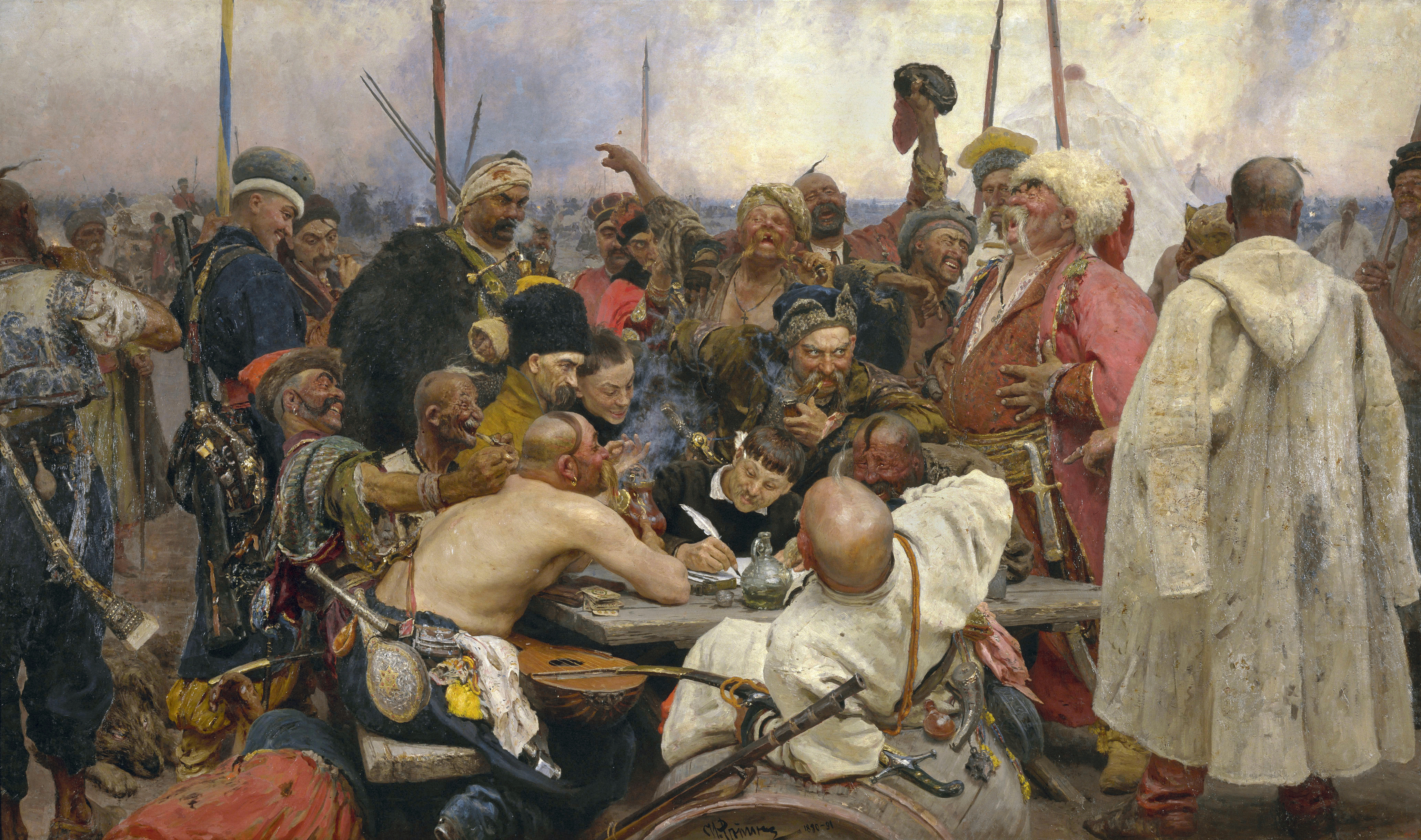
Илья Репин, «Запорожцы», 1880—1891 гг.

Письмо запорожцев турецкому султану — пародийно-публицистическое художественное произведение в форме оскорбительно-юмористического ответа запорожских казаков, написанного османскому султану (в одной из версий, Мехмеду IV) в ответ на его ультиматум: прекратить нападать на Блистательную Порту, и сдаться. Существует предание, что в ходе русско-турецкой войны 1672—1681 годов, прежде чем отправить войска на Запорожскую Сечь, султан послал запорожцам требование покориться ему как владыке всего мира и наместнику Бога на земле, как это сделал правобережный гетман Пётр Дорошенко. Запорожцы ответили на это письмо своим письмом, не стесняясь в выражениях, отрицая всякую доблесть султана и жестоко насмехаясь над кичливостью «непобедимого рыцаря». Произведение ныне известно главным образом благодаря картине Ильи Репина «Запорожцы».
По самым ранним сведениям, письмо написано в XVII веке, когда в среде запорожского казачества была развита традиция таких писем. Оригинал письма не сохранился, оно известно в списках не ранее XVIII века. Известно несколько вариантов текста этого письма. Подлинность их оспаривалась около века, и в последней трети XX в. на основании изучения ранних списков учёные пришли к консенсусу, что письмо восходит к аналогичному пародийному памфлету 1670-х годов без обсценной лексики, который, по самой популярной версии, был переведён с польского.

## Датировка рукописей

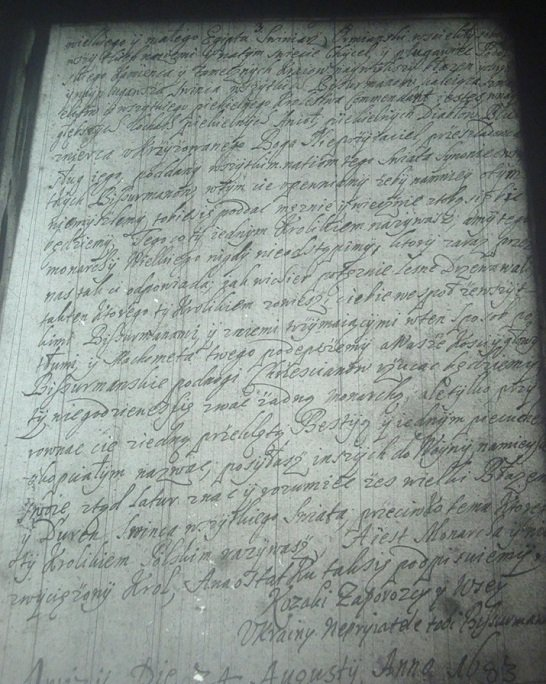
Эта польская версия письма казаков султану 1683 года была найдена в 2019 году

Наиболее ранние русские рукописи «переписки турецкого султана с казаками» и немецкое листовое издание XVII века содержат краткий вариант текста без ненормативной лексики. В сочинении речь идёт не о запорожских казаках, а о чигиринских казаках. Обширные варианты послания, в которых письмо султана обращено к запорожцам, появляются только в рукописях середины XVIII в. В популярных публикациях (печатных и электронных) для того, чтобы повысить интерес к памятнику, часто совмещают тексты письма султана из рукописей XVII века и пространные, богатые ненормативной лексикой тексты середины — конца XVIII века.

## Текст письма
Существует несколько вариантов текста письма.

### Письмо турецкого султана к казакам
Этот вариант приводится по выписке из книги Дмитрия Яворницкого «История Запорожской Сечи», и относится к концу XVII века.
Предложение Мехмеда IV:

Султан Махмуд IV запорожским козакам.
Я, султан, сын Магомета, брат солнца и луны, внук и наместник божий, владелец царств — Македонского, Вавилонского, Иерусалимского, Великого и Малого Египта, царь над царями, властелин над властелинами, необыкновенный рыцарь, никем не победимый, неотступный хранитель гроба Иисуса Христа, попечитель самого Бога, надежда и утешение мусульман, смущение и великий защитник христиан, — повелеваю вам, запорожские козаки, сдаться мне добровольно и без всякого сопротивления и меня вашими нападениями не заставлять беспокоить.
Султан турецкий Махмуд IV.

Текст в дореформенной орфографии по двум спискам: сборнику XVIII века и списанный из бумаг московского архива.

Я, султанъ, сынъ Магомета, братъ — солнца и луны, внукъ и намѣстникъ Божій, владѣтель всѣхъ царствъ: Македонскаго, Вавилонскаго и Іерусалимскаго, великаго и малаго Египта; царь надъ царями; властитель надъ всѣми существующими; необыкновенный рыцарь, никѣмъ непобѣдимый; хранитель неотступный гроба Іисуса Христа; попечитель Бога самого; надежда и утѣшеніе мусульманъ, смущеніе и великій защитникъ христіанъ, повелѣваю вамъ, запорожскіе казаки, сдаться мнѣ добровольно и безъ всякаго сопротивленія, и меня вашими нападеніями не заставьте безпокоить!
Султанъ турецкій Мухамедъ.

### Вариант письма запорожских казаков к султану
Выписка из истории Дмитрия Яворницкого, хранящейся в Российской национальной библиотеке в Санкт-Петербурге, перевод на литературный украинский язык начала XX века:

Запорожские козаки турецкому султану. Ти — шайтан турецький, проклятого черта брат і товариш, i самого люципера секретар! Який ти в чорта лицар? Чорт викидає, а твоє військо пожирає. Не будеш ти годен синів християнських під собою мати; твого війська ми не боїмось, землею і водою будем битися з тобою. Вавілонський ти кухар, македонський колесник, єрусалимський броварник, олександрійський козолуп. Великого и Малого Єгипта свинар, армянська свиня, татарський сагайдак, каменецький кат, подолянський злодіюка, самого гаспида внук і всього світу і підсвіту блазень, а нашого Бога дурень, свиняча морда, кобиляча срака, різницька собака, нехрещений лоб, хай би взяв тебе чорт! Отак тобі козаки відказали, плюгавче! Невгоден єси матері вірних християн! Числа не знаєм, бо календаря не маєм, місяць у нeбі, год у книзі, а день такий у нас, як і у вас, поцілуй за те ось куди нас!…
Кошовий отаман Іван Cіркo зо всім коштом запорозьким

Ответ запорожцев по списку Н. И. Костомарова в дореформенной орфографии:

Ти шайтанъ турецкий, проклятаго чорта братъ и товарищъ и самаго люциперя секретаръ! який ти въ чорта лицарь, чорть с..е, а ти и твое військо поживае. Не будешъ ти годенъ синівъ християньскіхъ підъ собою мати; твого війська ми не боімося, землею и водою будемъ биться ми зъ тобою. Вавилонский ти кухарь, македонський колесникъ, іерусалимський броварникъ, александрийський козолупъ, великого й малого Египта свинарь, армянська свиня, татарьский сагайдакъ, камінецький катъ, подольський злодіюка, самого гаспида внукъ и всего світа и підсвіта блазень, а нашого бога дурень, свиняча морда, кобиляча срака, різницька собака, некрещений лобъ, …. бы твою чортъ паривъ! Оттакъ тобі козаки відказали, плюгавче, не вгоденъ еси матери вірнихъ християнъ. Числа не знаемъ, бо календаря не маемъ, місяць у небі, а годъ у книжиці, а день такий у насъ якъ у васъ, поцілуй за се въ г…о насъ!
Кошовий отоманъ Сірко со всімъ кошомъ запорозькимъ.

### Перевод письма на современный русский язык
Ответ запорожцев Мехмеду IV
Запорожские казаки турецкому султану!
Ты, султан, чёрт турецкий, и проклятого чёрта брат и товарищ, самого Люцифера секретарь. Какой ты к чёрту рыцарь, когда голой жопой ежа не убьёшь. Чёрт ты, высрана твоя морда. Не будешь ты, сукин ты сын, сынов христианских под собой иметь, твоего войска мы не боимся, землёй и водой будем биться с тобой, распроёб твою мать.
Вавилонский ты повар, Македонский колесник, Иерусалимский пивовар, Александрийский козолуп, Большого и Малого Египта свинопас, Армянская свинья, Татарский сагайдак, Каменецкий палач, всего света и подсвета дурак, самого аспида внук и нашего хуя крюк. Свиная ты морда, кобылиная срака, мясницкая собака, некрещённый лоб, ну и мать твою ёб.
Вот так тебе запорожцы ответили, плюгавому. Не будешь ты даже свиней у христиан пасти. Этим кончаем, поскольку числа не знаем и календаря не имеем, месяц в небе, год в книге, а день такой у нас, какой и у вас, за это поцелуй в сраку нас!
Подписали: Кошевой атаман Иван Сирко со всем лагерем Запорожским

### Словарь
- блазень — шут. Другой вариант перевода дан в этимологическом словаре Макса Фасмера — дурак.
- боїмось — боимся.
- броварник — пивовар; другой вариант — бравірник, то есть тот, кто бравирует, хвастун (сложно понять, что оскорбительного для султана в слове «пивовар», возможно это связано с запретом у мусульман на употребление опьяняющих напитков).
- вб’ешь — убьешь.
- висирає — высирает.
- сере — срёт.
- гаспид — аспид, ядовитая змея. В переносном смысле, злой, лукавый человек. Иногда — эвфемизм названия демона.
- їжак — ёж.
- злодиюка — злодеище или от злодій — вор.
- кат — палач.
- козолуп — тот, кто обдирает козьи шкуры; также, в переносном смысле, тот, кто имеет сексуальные отношения с козами.
- колесник — колёсный мастер. В переносном смысле — «болтун».
- кош — закрытая оседлость, укреплённый лагерь запорожского войска, его резиденция, где сосредоточивались все распоряжения — в лице кошевого атамана, правителя казацкой общины (Энциклопедический словарь Брокгауза и Ефрона).
- кухарь — повар.
- лицар — рыцарь.
- Люципер — Люцифер (дьявол).
- мати — иметь.
- мать твою въйоб — ёб твою мать.
- плюгавче — плюгавый, никчёмный (в вокативе (звательном падеже)).
- распройоб твою мать — многократное «ёб твою мать».
- різницька собака — собака мясника. В переносном смысле, кусачий пёс. Смысл этого оскорбления в том, что в исламе собака — нечистое животное. Обозвать мусульманина собакой — значит, жестоко его обидеть.
- тюрк. сагайдак или тюрк. сайдак, которые в свою очередь произошли от монг. sagadag — саадак: комплект вооружения лучника или чехол для лука, но в данном контексте возможно — козёл или мальчик для плотских утех, а возможно — влагалище (Ср. старорусское слово «лагалище» — футляр).
- свинар — свинопас, см. «Свиняча ти морда».
- свиняча ты морда — свиное рыло. И тут оскорбление употребляется самое обидное для мусульманина, так как свинья в исламе — тоже нечистое животное, для мусульман свинья гаже, чем собака, и контакт с этим животным запрещён (харам).
- хуя крюк — половой член в состоянии эрекции.

## Отражение в культуре

Скульптурная группа в Краснодаре